# Fluminicola coloradoensis
Fluminicola coloradoensis är en snäckart som beskrevs av Morrison 1940. Fluminicola coloradoensis ingår i släktet Fluminicola och familjen tusensnäckor. Inga underarter finns listade i Catalogue of Life.